# Mediální socializace
Mediální socializace popisuje roli médií v procesu socializace, zejména u mladých lidí. Jedná se proces, v němž si lidé vytvářejí svůj přístup k životu pomocí sociálních kontextů a jejich pomocí poté získávají svůj společenský status. Média, včetně televize, internetu a sociálních sítí, mohou významně ovlivňovat hodnoty, myšlenky, postupy, očekávání a role, které lidé přijímají.

## Školní prostředí
Mediální socializace ve školách je významným aspektem moderního vzdělávání. Zahrnuje využívání médií, včetně sociálních médií, jako nástroje pro výuku, učení a budování komunity. Sociální média mohou poskytovat prostor např. pro sdílení informací, spolupráci na projektech a zapojení do diskusí. Školy mohou využívat sociální média také k výuce digitální gramotnosti, informační gramotnosti a pomáhají žákům pochopit, jak odpovědně a efektivně používat digitální nástroje. Dále mohou pomoci budovat komunitu mezi žáky, rodiči a učiteli zároveň. Dále umožňují sdílení informací a tím posilují pocit sounáležitosti.
Zavádění sociálních médií ve školách však není vždy jednoduché. Mohou být užitečným nástrojem pro sdílení informací a organizaci školních úkolů, ale mohou také vést k rozptylování pozornosti během vyučování nebo šikaně. Proto je důležité, aby školy měly nastavené jasné zásady a pokyny pro používání telefonů i sociálních médií, které zajistí jejich efektivní a zodpovědné využívání.

## Rodinné prostředí
Mediální socializace v rodině je komplexní proces, který zahrnuje interakci členů rodiny s různými formami médií. Média spolu s podmiňováním ze strany rodiny, vrstevníků a kulturního kontextu umožňují učení pozorováním, tedy k implicitnímu učení. Velká část sociálního a emocionálního vývoje generace Z probíhá na internetu a mobilních telefonech.
Konzumace médií strukturuje pozornost tím, že se jeden nebo více členů rodiny na něco soustředí. Rovněž strukturuje fyzickou polohu tím, že udržuje členy rodiny na určitém místě. Vzhledem k jejich omezené schopnosti seberegulace a náchylnosti k tlaku vrstevníků jsou děti a dospívající vystaveni určitému riziku, když se pohybují v sociálních médiích a experimentují s nimi. Problémy, jako je kyberšikana, otázky ochrany soukromí a „sexting“, si zaslouží pozornost.
Je důležité, aby si rodiče uvědomili rizika i výhody sociálních médií, vzhledem k tomu, že ne všechny jsou pro děti a dospívající zdravým prostředím. Rodiče by měli sledovat, zda nedochází k potenciálním problémům s kyberšikanou, "facebookovou depresí", sextingem a vystavením nevhodnému obsahu.